# Корабль (музей)
Музей Корабль (нидерл. Museum Het Schip) — музей архитектуры амстердамской школы, в Амстердаме, в Нидерландах, расположенный в районе Амстердам-Запад, на улице Спарндаммерплантсун 140.

## История
Корабль является одним из трех корпусов народного дома на углу улиц Занстрат и Спарндаммерплантсун построенный по заказу предпринимателя Клааса Хилле архитектором Мишелем де Клерком в стиле амстердамской школы. Корпуса возвели в 1914—1921 годах. Дома были сданы в аренду Жилищным товариществом Эйген Хард. Их прозвали «дворцами для рабочих». Никогда прежде не уделялось столько внимания дизайну народных домов.
Частью строения было почтовое отделение, украшенное по внешним углам кирпичными рельефами воронов и возвышающимся телеграфным столбом. В 1999 году оно было закрыто. С 2001 года на территории корпуса размещается экспозиция музея Корабль. Музей состоит из бывшего почтового отделения, дома-музея, который дает представление о жизни местных рабочих в 1920-х годах, и музея, посвящённого истории здания и амстердамской школы в архитектуре. В 2005 году в бывшем магазине была открыта закусочная. В экспозицию входит выставка фотографий зданий города в стиле амстердамской школы.
Фасад здания украшают многочисленные скульптурные композиции скульптора Хильдо Кропа (1884—1970). Внутренний двор жилого дома состоит из небольших садиков, которые соединены между собой тропами. В садике перед музеем находится коллекция уличной мебели, в стиле той же экспрессионистской школы работы, работы Питера Лукаса Марнетте (1888—1948) и Антона Курверса (1889—1940).
С мая 2012 года действует филиал музея в районе Амстердам-Юг, в жилом комплексе Рассвет, по адресу Бургеместер Теллегенстрат 128. По воскресеньям экскурсия совершается также в Дом судоходства.